# Yasine Abdellaoui
Yasine Abdellaoui ('s-Hertogenbosch, 21 de juny de 1975) és un exfutbolista neerlandès que jugava de migcampista.

## Trajectòria
Abdellaoui va jugar a OJC Rosmalen, Willem II, NAC Breda, Rayo, NEC i De Graafschap.
Després de retirar-se com a jugador l'any 2004, va treballar com a entrenador, i l'agost de 2016 treballava amb l'equip juvenil Willem II.

## Biografia
És d'origen marroquí.
El 2003 va ser detingut acusat de frau fiscal. El 2015, va ser absolt dels càrrecs de blanqueig de capitals. El 2019, va ser ferit a trets a Amsterdam.